# Georg Friedrich Karl (Waldeck-Limpurg)

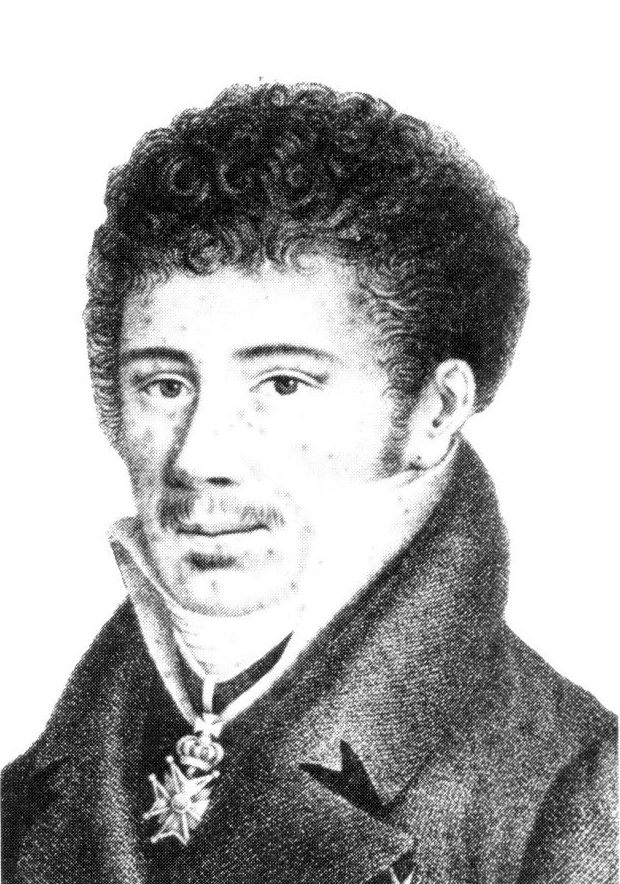
Georg Friedrich Karl zu Waldeck und Pyrmont in Bergheim

Georg Friedrich Karl zu Waldeck und Pyrmont in Bergheim (* 31. Mai 1785 in Bergheim; † 18. Juni 1826 in Gaildorf) war Graf von Waldeck-Limpurg, königlich württembergischer Landvogt von Heilbronn (1811–1812) und von Stuttgart (1812–1816) sowie einer der Wortführer der Standesherren während des württembergischen Verfassungskampfes 1815 bis 1819.

## Herkunft
Georg war der jüngste Sohn des Grafen Josias II. von Waldeck-Bergheim (1733–1788) aus der gräflichen Nebenlinie der Fürsten von Waldeck und Pyrmont und dessen Frau Christine zu Ysenburg-Büdingen (1756–1826). Nach Studien an der Universität Göttingen ging er an den fürstlichen Hof seiner Verwandten in Arolsen und wurde dort unter Georg II. von Waldeck und Pyrmont Geheimer Rat und Präsident der Armen- und Wohltätigkeitskommission.

## Heirat
Am 17. Juni 1809 heiratete er Amalie Wirths (* 7. September 1785 in Adorf; † 29. September 1852 in Gaildorf), Tochter des Fürstlich Waldeck’schen Bergamtmanns Johann Reinhard Wirths aus Bergheim. Nach dieser unstandesgemäßen Heirat musste er auf alle Rechte im Fürstentum Waldeck verzichten und zog als Privatier nach Heidelberg. 1811 trat er in den Dienst des Königs Friedrich I. von Württemberg, der ihn zum Geheimen Rat und Landvogt von Heilbronn und 1812 von Stuttgart ernannte. In diesen Ämtern bewährte er sich als kompetenter Verwaltungsbeamter.

## Limpurg-Gaildorf
1816 erwarb Georg die Anteile seiner Geschwister Karl (1778–1849) und Karoline (1782–1820) an der Herrschaft Limpurg-Gaildorf-Solms-Assenheim um Gaildorf in Württemberg, die nach der Beendigung des Limpurger Erbstreits 1774/75 von den 1690 bzw. 1713 im Mannesstamm ausgestorbenen Schenken von Limpurg über das Haus Solms-Rödelheim-Assenheim an das Haus Waldeck-Bergheim gekommen waren; seitdem nannte er sich Graf von Waldeck-Pyrmont und Limpurg-Gaildorf. Allerdings war Limpurg-Gaildorf-Solms-Assenheim bereits im Zuge des Reichsdeputationshauptschlusses von 1803 mediatisiert und durch die Rheinbundakte von 1806 als Standesherrschaft unter die Souveränität des Königreichs Württemberg gestellt worden. Auch nach dem Erwerb der waldeckschen Anteile blieb ein Viertel der Herrschaft Limpurg-Gaildorf im Besitz des am 1. Januar 1806 geschaffenen Königreichs Württemberg. Ein kleinerer Teil blieb noch bis 1861 im Besitz des Hauses Ysenburg-Büdingen-Meerholz, und Limpurg-Gaildorf-Solms-Assenheim war somit staatsrechtlich eine „Standesherrschaftliche Gemeinschaft“ mit einer entsprechend geteilten Virilstimme im Bundestag des Deutschen Bundes.

## Württembergischer Verfassungskonflikt
Allzu deutlich vertretene Meinungsverschiedenheiten in den Jahren 1815 bis 1817 mit König Friedrich und dessen Nachfolger Wilhelm I., als Georg als einer der Wortführer der Standesherren während des württembergischen Verfassungskampfes gegen die autokratischen Ansprüche des Königs eintrat und die Rechte der mediatisierten Adelsherren verfocht, führten zu seiner Entlassung aus dem Staatsdienst und 1817 zur Ausweisung aus Stuttgart. Schon auf dem 1815 von König Friedrich einberufenen württembergischen Landtag sprach er sich gegen die vom König gegebene neue Verfassung aus, und danach verfocht er entschieden die Wiederherstellung der altwürttembergischen Verfassung und die Ansprüche der Mediatisierten sowohl in der württembergischen Ständeversammlung als auch beim Bundestag in Frankfurt. Er wurde in alle wichtigen Komitees der Ständeversammlung gewählt, erregte damit jedoch den Unwillen des Königs, der ihn als ständischen Verhandlungskommissar bei den Verfassungsverhandlungen ablehnte, wegen seiner Schritte beim Bundestag mehrfach Untersuchungsverfahren gegen ihn einleiten ließ, und ihn aus dem Staatsdienst entfernte. Friedrichs Nachfolger, König Wilhelm I., widerrief schließlich auch seine Ernennung zum Geheimrat. Nachdem Georg im Juni 1817 mit der großen Mehrheit des Landtags gegen den Verfassungsentwurf König Wilhelms stimmte, wurde er aus Stuttgart ausgewiesen. Als er nach drei Wochen zurückkehrte, wurde die Ausweisung erneuert; weder gerichtliche Klage noch Beschwerden beim Bundestag brachten Erfolg.

## Akzeptanz der Mediatisierung

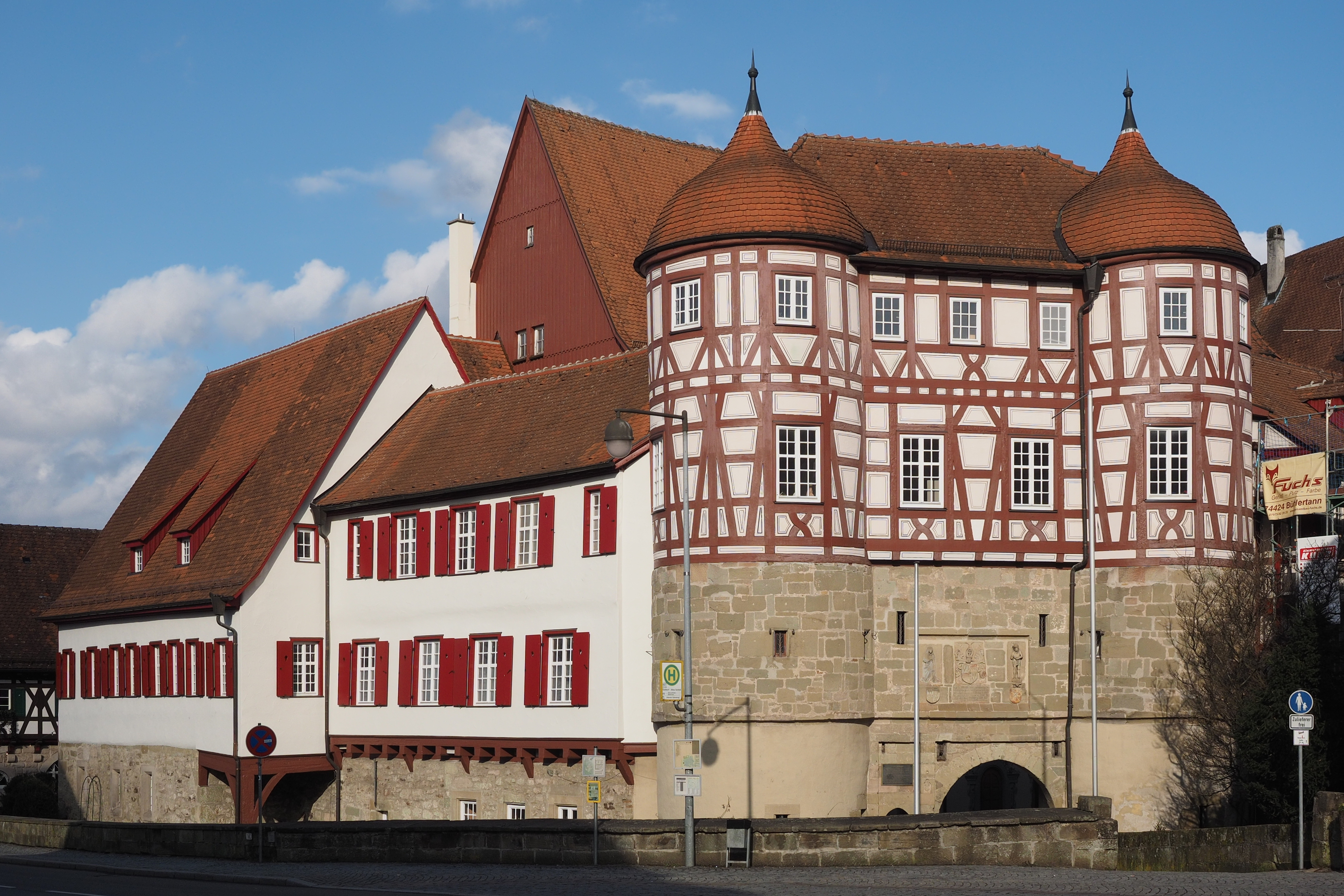
Das Alte Schloss in Gaildorf, Residenz der Schenken von Limpurg und von 1817 bis 1826 von Georg Friedrich Karl von Waldeck-Limpurg

1817 zog er mit seiner Gemahlin Amalie in das Alte Schloss in Gaildorf. Nachdem im Juli 1819 eine neue Ständeversammlung zusammen getreten war und sich mit den Karlsbader Ministerialkonferenzen im August 1819 die Verabschiedung der Karlsbader Beschlüsse abzeichnete, akzeptierte Georg schließlich die Unvermeidlichkeit der Mediatisierung und erhielt von König Wilhelm am 25. August 1819 die standesherrlichen Verhältnisse seiner Herrschaft bestätigt. Fortan bemühte er sich um die Arrondierung der Herrschaft Limpurg-Gaildorf-Solms-Assenheim durch Aufkäufe von weiteren Anteilen der in viele Dutzende von Teilen zersplitterten ehemaligen Grafschaft, was ihm bis auf etwa 5/18 auch gelang. So erwarb er 1821 auch eine Hälfte des Wurmbrand’schen Viertels, das zunächst 1780 an Württemberg gegangen war.
Im verfassungsberatenden Landtag von 1819 ergriff er nur einmal zu Anfang das Wort, und Krankheit verhinderte seine Teilnahme an den späteren Verhandlungen und der Unterzeichnung des Verfassungsantrages im September 1819. Von 1820 an war er Mitglied der Kammer der Standesherren und des weiteren ständischen Ausschusses.

## Tod und Nachfolger
Georg starb, 41-jährig und kinderlos, nach langer Krankheit am 18. Juni 1826 in Gaildorf. Kraft des von ihm erlassenen Erbstatutes folgte ihm seine inzwischen zur Gräfin erhobene Frau Amalie Charlotte Auguste in allen Besitzungen. Sie erbaute 1846 in Gaildorf die Villa Waldeck, aus der nach mehreren Umbauten das Neue Schloss und heutige Rathaus der Stadt Gaildorf wurde.
Nach ihrem Tod am 29. September 1852 kam die Standesherrschaft Waldeck-Limpurg an Georgs Neffen Richard Kasimir Alexander (* 26. Dezember 1835; † 5. Dezember 1905), Sohn seines Bruders Karl, der 1829 Graf zu Waldeck-Bergheim geworden war.
Per Familienvertrag vom 16. März 1868 übertrug Richard die Herrschaft Waldeck-Limpurg an seine Schwester Mechthild Karoline Emma (* 23. Juni 1826, † 28. Februar 1899), seit 30. Januar 1846 verheiratet mit Graf Karl Anton Ferdinand von Bentinck.